# Luis Patrón Costas
Luis María Patrón Costas (15 de agosto de 1873 - 7 de agosto de 1952) fue un político argentino, que ocupó el cargo de Gobernador de Salta entre 1936 y 1940. Su hermano menor, Robustiano Patrón Costas también fue gobernador de la misma.

## Biografía
Era el cuarto hijo de ocho hermanos del matrimonio formado por Juan Gregorio Patrón y Justa Francisca Costas. Además de su hermano Robustiano, también se destacó Néstor, quien fue diputado nacional. Se casó con María Elena Costas Fleming en 1915.
Fue proclamado gobernador por el colegio electoral tras ser electo junto con Alberto Rovaletti por el Partido Demócrata Nacional, en el cual su hermano participó en la fundación, en medio de una polémica suscitada por denuncias de fraude por parte de la Unión Cívica Radical. Durante su gestión se construyó el primer barrio obrero en la ciudad de Salta y se establecieron políticas de incentivo a la actividad agropecuaria.